# Championnat de Pologne féminin de football 2016-2017
Navigation
Édition précédente Édition suivante
Le championnat de Pologne de football féminin 2016-2017 est la 38e édition de la première division de football féminin en Pologne. 
Il commence le 6 août 2016 et se terminera le 27 mai 2017, sur un système aller-retour où les différentes équipes s'affrontent deux fois par phase (2 fois 11 matchs), puis sur un simple match aller confrontant les 6 équipes de chaque demi-poule (5 matchs supplémentaires en haut du tableau, autant pour le bas du tableau).
Le Medyk Konin est le champion en titre, et défend son bien pour la troisième fois consécutive.

## Clubs participants
Les deux clubs promus :
- UKS SMS Łódź
- AZS UJ Kraków

Les deux clubs relégués :
- Zagłębie Lubin
- KKP Bydgoszcz

## Classement
| Rang | Équipe                  | Pts | J  | G  | N | P  | Bp  | Bc | Diff |
| ---- | ----------------------- | --- | -- | -- | - | -- | --- | -- | ---- |
| 1    | Medyk Konin (T)         | 77  | 27 | 25 | 2 | 0  | 138 | 15 | +123 |
| 2    | Górnik Łęczna           | 68  | 27 | 22 | 3 | 2  | 83  | 21 | +62  |
| 3    | AZS PWSZ Wałbrzych      | 45  | 27 | 13 | 6 | 8  | 46  | 36 | +10  |
| 4    | Czarni Sosnowiec        | 42  | 27 | 12 | 6 | 9  | 47  | 36 | +11  |
| 5    | UKS SMS Łódź (P)        | 39  | 27 | 11 | 6 | 10 | 45  | 50 | -5   |
| 6    | AZS Wrocław             | 29  | 27 | 8  | 5 | 14 | 46  | 50 | -4   |
| 7    | Olimpia Szczecin        | 35  | 27 | 10 | 5 | 12 | 49  | 57 | -8   |
| 8    | AZS UJ Kraków (P)       | 34  | 27 | 10 | 4 | 13 | 35  | 60 | -25  |
| 9    | Mitech Żywiec           | 25  | 27 | 7  | 4 | 16 | 33  | 70 | -37  |
| 10   | GOSiR Piaseczno         | 23  | 27 | 7  | 3 | 17 | 29  | 72 | -43  |
| 11   | AZS PWSZ Biała Podlaska | 22  | 27 | 6  | 4 | 17 | 23  | 52 | -29  |
| 12   | Sztorm Gdańsk           | 20  | 27 | 6  | 2 | 19 | 26  | 81 | -55  |

| Légende : Qualifications et relégations | Légende : Qualifications et relégations                                  |
| --------------------------------------- | ------------------------------------------------------------------------ |
|                                         | Ligue des champions féminine de l'UEFA 2017-2018 (tour de qualification) |
|                                         | Relégation en 2e division                                                |
|                                         | (T) : Tenant du titre 2015-2016 (P) : Promu en 2015-2016                 |

## Meilleures buteuses
29 buts
- Ewelina Kamczyk (Górnik Łęczna)

23 buts
- Katarzyna Daleszczyk (Medyk Konin)

21 buts
- Paulina Dudek (Medyk Konin)